# 小田嶋隆
小田嶋 隆（おだじま たかし、1956年〈昭和31年〉11月12日 - 2022年〈令和4年〉6月24日）は、日本のコラムニスト、テクニカルライター。
関西大学文学部客員教授、早稲田大学文化構想学部非常勤講師。

## 経歴
東京都北区赤羽に生まれる。1975年に東京都立小石川高校、1980年に早稲田大学教育学部社会科社会科学専修をそれぞれ卒業した。
大学卒業後は味の素ゼネラルフーヅに就職したが、翌1981年に退職。その後、小学校事務員見習い、TBSラジオのアシスタントディレクター、ロックバンド座付き作詞家などを経て、テクニカルライターとなる。
1988年に、コンピュータに関連するコラム集 『我が心はICにあらず』を著し、以降コンピュータ関係や様々な事物を論じるコラムニストとなる。月刊誌『噂の眞相』で無資本主義商品論を連載した。
1997年に、月刊誌『諸君!』で詩人・書道家の相田みつをを、「五百万信者が群がる相田みつをは便所の神様」と批評する記事を著し、書道家の実績や兵役の有無など来歴に事実誤認があるとして遺族から名誉毀損で訴えられた。
2022年6月24日、慢性閉塞性肺疾患のため死去。65歳没。

## 人物
- 浦和レッズのサポーターである[9]。
- 趣味は自転車、麻雀。
- 2015年3月に千代田区を自転車で走行中に事故に遭い、左足などを骨折、長期入院をした。入院中は「ジョジョの奇妙な冒険」の全巻読破を試みた。またリハビリとして「ジョジョ立ち」を実行した。
- 長期連休などには、学生時代の仲間と箱根に出かけ、麻雀を行った。
- 早大の講義は、2018年度から2021年度の後期で、途中からコロナ禍のためリモート授業となった。

## 発言・主張
- 2008年から日経ビジネスオンラインで連載し、2009年8月の第45回衆議院議員総選挙の自民党敗北について、ネット右翼の主張を真に受けたことが最大の敗因と指摘した[10]。2011年9月に、民主党代表選で野田佳彦が行ったいわゆる「ドジョウ演説」を批判して、相田みつをの政治利用に遺憾の意を表明した[11]。
- 選択的夫婦別姓制度導入に賛同している。「この問題は、同姓か別姓か、という問題ではなく、『「同姓義務」VS「自由選択」』という問題で、反対する、というのは『自由』に反対する、ということ。反対派の議論は間違っている。『同姓』しか選べない現状は、日本の麺が蕎麦か饂飩のどちらかのみしか選べないのは悪夢、ということと同じ」と述べ、反対派を批判している[12]。
- 2012年8月に、映画『アベンジャーズ』の日本公開のキャッチコピー「日本よ、これが映画だ。」について、「どんだけ上からなんだ？原住民にビー玉売りつけてた植民地商人の心性そのまんまじゃないか。『土人よ、これが文明だ』と、どこが違う？」とツイートした[13]。
- サッカーの日韓戦で韓国サポーターが掲げる、独島の領有権を主張する横断幕、日本沈没バナー、日本人を猿扱いする差別的なバナナのバナーなどに対してマスメディアが報道すると、2ちゃんねるなど日韓双方の掲示板で大騒ぎとなり悪循環になる。よって、見て見ぬふりや気が付かなかったふりをして報道しないなど大人の対応をして、糾弾するのではなく無視した方が（日韓関係にとって）結果的には良い、と指摘している[14]。
- 2014年4月に、TBSラジオ「たまむすび」で「韓国の沈没事故で、2ちゃんの書き込み10万件の7割が『ざまあみろ』みたいな感じ」「日本人がみんな喜んでいるように思われちゃうじゃないですか」として、「そういう書き込みをするのは、いかがなものか」と批判した[15]。

## 著書

### 単著
- 『親子で楽しむパソピア7』 （ダイヤモンド社、1983）
- 『我が心はICにあらず』 （BNN、1988） のち光文社文庫
- 『安全太郎の夜』 （河出書房新社、1991）
- 『笑っておぼえるコンピュータ事典』 （ジャストシステム、1992）
- 『パソコンゲーマーは眠らない』 （朝日新聞社、1992） のち文庫
- 『山手線膝栗毛』 （ジャストシステム、1993）
- 『仏の顔もサンドバッグ』 （宝島社、1993）
- 『コンピュータ妄語録』 （ジャストシステム、1994）
- 『「ふへ」の国から—ことばの解体新書』 （徳間書店、1994）
- 『無資本主義商品論—金満大国の貧しきココロ』 （翔泳社、1995）
- 『罵詈罵詈—11人の説教強盗へ』 （洋泉社、1995）
- 『Dogz パソコンに住んだ犬』 （ヴァージンインタラクティブエンターテインメント、1997）
- 『日本問題外論-いかにして私はデジタル中年になったか』 （朝日新聞社、1998）
- 『パソコンは猿仕事』 （小学館文庫、1999）
- 『人はなぜ学歴にこだわるのか。』 （メディアワークス 2000） のち光文社知恵の森文庫
- 『かくかく私価時価—無資本主義商品論1997‐2003』 （ビー・エヌ・エヌ新社、2003）
- 『イン・ヒズ・オウン・サイト ネット巌窟王の電脳日記ワールド』 （朝日新聞社、2005）
- 『テレビ標本箱』 （中公新書ラクレ、2006）
- 『サッカーの上の雲—オダジマタカシ サッカ〜コラム大全』 （駒草出版、2007）
- 『1984年のビーンボール—オダジマタカシ スポ〜ツコラム大鑑』 （駒草出版、2007）
- 『テレビ救急箱』 （中公新書ラクレ、2008）
- 『地雷を踏む勇気 人生のとるにたらない警句』生きる技術!叢書 （技術評論社、2011）
- 『その「正義」があぶない。』 （日経BP社、2011）
- 『もっと地雷を踏む勇気 わが炎上の日々』生きる技術!叢書 （技術評論社、2012）
- 『小田嶋隆のコラム道』 （ミシマ社、2012）
- 『場末の文体論』 （日経BP社、2013）
- 『ポエムに万歳！』 （新潮社、2014）
- 『友だちリクエストの返事が来ない午後』　太田出版、2015年
- 『超・反知性主義入門』　日経BP社、2015年
- 『ザ・コラム：2006-2014』　晶文社、2016年
- 『上を向いてアルコール -「元アル中」コラムニストの告白』、ミシマ社、2018年
- 『ア・ピース・オブ・警句　5年間の「空気の研究」2015-2019』 日経ＢＰ社、2020年
- 『小田嶋隆のコラムの切り口』 ミシマ社、2020年
- 『日本語を、取り戻す。』　亜紀書房、2020年
- 『災間の唄』　サイゾー、2020年
- 『小田嶋隆のコラムの向こう側』 ミシマ社、2022年

#### 小説
- 『東京四次元紀行』 イースト・プレス、2022年

### 共著
- 『MSXゲーム・プログラミング入門』服部康夫共著（ダイヤモンド社、1984）
- 『9条どうでしょう』内田樹・平川克美・町山智浩共著（毎日新聞社、2006）
- 『人生2割がちょうどいい』岡康道共著（講談社、2009）
- 『ガラパゴスでいいじゃない 人生2割がちょうどいい part 2』岡康道共著（講談社、2010）
- 『いつだって僕たちは途上にいる　[人生2割がちょうどいい [Part3]』岡康道共著、講談社、2012
- 『脱グローバル論 日本の未来のつくりかた』内田樹,中島岳志,平松邦夫,イケダハヤト,高木新平,平川克美共著. 講談社, 2013.6
- 『「踊り場」日本論』岡田憲治共著、晶文社、2014年
- 『街場の五輪論』内田樹・平川克美共著（朝日新聞出版、2014.4）のち文庫
- 『街場の平成論』(犀の教室Liberal Arts Lab) 内田樹編,釈徹宗,白井聡,仲野徹,平川克美,平田オリザ,ブレイディみかこ,鷲田清一共著. 晶文社, 2019.3
- 『人生の諸問題 五十路越え』岡康道・清野弓共著　日経ＢＰ社、2019年
- 『街場の日韓論』内田樹・平田オリザ他共著　晶文社、2020年

### 全集
- 『小田嶋隆全集』[注釈 1]

既刊
- 我が心はICにあらず(第1巻)

所収（予定）作品
- 安全太郎の夜
- パソコンゲーマーは眠らない
- 山手線膝栗毛
- 仏の顔もサンドバッグ
- コンピュータ妄語録
- 「ふへ」の国から―ことばの解体新書
- 無資本主義商品論―金満大国の貧しきココロ
- 罵詈罵詈―11人の説教強盗へ
- 日本問題外論―いかにして私はデジタル中年になったか
- パソコンは猿仕事
- 人はなぜ学歴にこだわるのか

### 訳著
- Nancy Andrews『WINDOWS マイクロソフト・ウインドウズオフィシャルガイドブック IBM-PC版』広野幸治共訳 （ビー・エヌ・エヌ、1987）
- ガイ・カワサキ『徹底的に敵をヘコます法—ビジネスを優位に導く“狂騒”戦略』 （ダイヤモンド社、1997）
- （マイケル・トッド ピーターソン）『3D STUDIO MAXガイドブック』 （ビーエヌエヌ、1998）
- ガイ・カワサキ『神のごとく創造し、奴隷のごとく働け!—ガイ・カワサキのビジネス革命ルール』 （ダイヤモンド社、1999）

## 連載
雑誌
- 日経ビジネス『小田嶋隆の「pie in the sky」～絵に描いた餅ベーション』
- SIGHT （ロッキング・オン）
- 新潮45
- ブブカ
- サッカー批評
- 週刊SPA! 不定期で書評欄を担当
- 実話BUNKAタブー『電波品評会』 - 著名人を対決形式で評価する企画。創刊号から2022年5月号まで全137回（死去により終了）。最終回は「橋下徹VSプーチン」であった。
- ASAHIパソコン『路傍のIC』（「パソコンゲーマーは眠らない」の原作）など、1988 - 2006）
- 論座  （休刊した「ASAHIパソコン」の連載が引き継がれる）

ウェブ
- 日経ビジネスオンライン「小田嶋隆の『ア・ピース・オブ・警句』」 - 毎週の更新。『地雷を踏む勇気』シリーズとして単行本化。
- web Sportiva （集英社のスポーツ総合雑誌）「二次観戦者の帰還」ほぼ月一回の更新

## 出演
CS放送
- ニュースの深層（テレ朝チャンネル）木曜日メインキャスター

ラジオ
- たまむすび（TBSラジオ）月曜日『週刊にっぽんの空気』 - 聞き手は赤江珠緒とカンニング竹山。
- TIME LINE（TOKYO FM）木曜日パーソナリティー

ウェブ番組
- デモクラシータイムス（YouTube、2020年11月6日）
- ポリタスTV（YouTube、2020年10月22日）

## 評価
- 作家の能町みね子は「小田嶋隆さんの文章くらいの凄みがないとコラムニストは名乗れないなと思う」とツイッターで述べている[17]。
- 高校時代のクラスメートであるCMプランナーの岡康道は「（自分は）小田嶋には敵わないから文章で食べていくのを諦めた」と語っている[18]。